# Paulo Bernardo
Paulo Guilherme Gonçalves Bernardo (Almada, Portugal, 24 de enero de 2002) es un futbolista portugués que juega de centrocampista en el Celtic F. C. de la Scottish Premiership.

## Trayectoria
El 26 de febrero de 2018 firmó su primer contrato profesional con el S. L Benfica.

## Estadísticas

### Clubes
Actualizado al último partido disputado el 5 de noviembre de 2024.
| Club                             | Div.          | Temporada     | Liga  | Liga  | Liga   | Copas nacionales | Copas nacionales | Copas nacionales | Copas internacionales | Copas internacionales | Copas internacionales | Total | Total | Total  |
| Club                             | Div.          | Temporada     | Part. | Goles | Asist. | Part.            | Goles            | Asist.           | Part.                 | Goles                 | Asist.                | Part. | Goles | Asist. |
| -------------------------------- | ------------- | ------------- | ----- | ----- | ------ | ---------------- | ---------------- | ---------------- | --------------------- | --------------------- | --------------------- | ----- | ----- | ------ |
| S. L. Benfica "B" Portugal       | 2.ª           | 2019-20       | 2     | 0     | 0      | —                | —                | —                | —                     | —                     | —                     | 2     | 0     | 0      |
| S. L. Benfica "B" Portugal       | 2.ª           | 2020-21       | 17    | 4     | 0      | —                | —                | —                | —                     | —                     | —                     | 17    | 4     | 0      |
| S. L. Benfica "B" Portugal       | 2.ª           | 2021-22       | 10    | 2     | 1      | —                | —                | —                | —                     | —                     | —                     | 10    | 2     | 1      |
| S. L. Benfica "B" Portugal       | 2.ª           | 2022-23       | 9     | 1     | 1      | —                | —                | —                | —                     | —                     | —                     | 9     | 1     | 1      |
| S. L. Benfica "B" Portugal       | Total club    | Total club    | 38    | 7     | 2      | 0                | 0                | 0                | 0                     | 0                     | 0                     | 38    | 7     | 2      |
| S. L. Benfica Portugal           | 1.ª           | 2021-22       | 17    | 0     | 0      | 2                | 0                | 1                | 5                     | 0                     | 0                     | 24    | 0     | 1      |
| S. L. Benfica Portugal           | 1.ª           | 2022-23       | 0     | 0     | 0      | 1                | 0                | 0                | 1                     | 0                     | 0                     | 2     | 0     | 0      |
| S. L. Benfica Portugal           | Total club    | Total club    | 17    | 0     | 0      | 3                | 0                | 1                | 6                     | 0                     | 0                     | 26    | 0     | 1      |
| F. C. Paços de Ferreira Portugal | 1.ª           | 2022-23       | 13    | 2     | 2      | —                | —                | —                | —                     | —                     | —                     | 13    | 2     | 2      |
| F. C. Paços de Ferreira Portugal | Total club    | Total club    | 13    | 2     | 2      | 0                | 0                | 0                | 0                     | 0                     | 0                     | 13    | 2     | 2      |
| Celtic F. C. Escocia             | 1.ª           | 2023-24       | 22    | 3     | 3      | 5                | 1                | 0                | 6                     | 0                     | 0                     | 33    | 4     | 3      |
| Celtic F. C. Escocia             | 1.ª           | 2024-25       | 9     | 1     | 1      | 3                | 1                | 0                | 4                     | 0                     | 0                     | 16    | 2     | 1      |
| Celtic F. C. Escocia             | Total club    | Total club    | 31    | 4     | 4      | 8                | 2                | 0                | 10                    | 0                     | 0                     | 49    | 6     | 4      |
| Total carrera                    | Total carrera | Total carrera | 103   | 13    | 8      | 11               | 2                | 1                | 16                    | 0                     | 0                     | 130   | 15    | 9      |

## Palmarés

### Campeonatos nacionales
| Título                     | Club          | País     | Año  |
| -------------------------- | ------------- | -------- | ---- |
| Primeira Liga              | S. L. Benfica | Portugal | 2023 |
| Scottish Premiership       | Celtic F. C.  | Escocia  | 2024 |
| Copa de Escocia            | Celtic F. C.  | Escocia  | 2024 |
| Copa de la Liga de Escocia | Celtic F. C.  | Escocia  | 2025 |
| Scottish Premiership       | Celtic F. C.  | Escocia  | 2025 |